# Lichtenfels (Oberfranken)

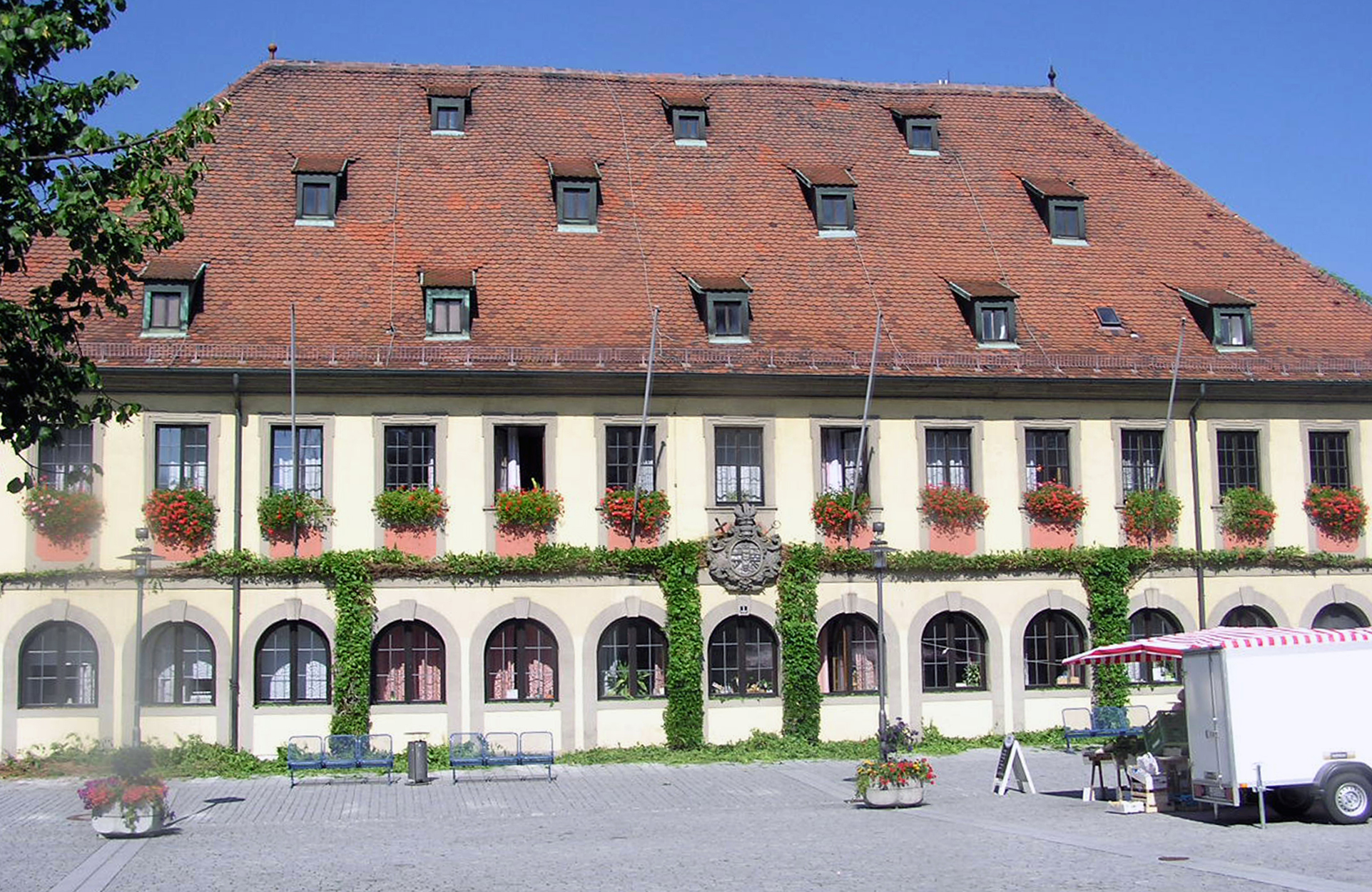
Lichtenfels
(Primăria)

Lichtenfels (Oberfranken) este un oraș din landul Bavaria, Germania.